# Mahakali (zona)
Mahakali (em nepali: महाकाली अञ्चल; transl. Mahakali Añcal) é uma zona do Nepal. Está inserida na região do Extremo-Oeste. Tem uma população de 860 475 habitantes e uma área de 6 989 km². A capital é a cidade de Amaragadhi.

## Distritos
A zona de Mahakali está dividida em quatro distritos:
- Baitadi
- Dadeldhura
- Darchula
- Kanchanpur